# Свободный (Кореновский район)
Свободный — хутор в Кореновском районе Краснодарского края.
Входит в состав Кореновского городского поселения.

## География
Расположен в 8 км к северо-востоку от города Кореновска.

### Улицы
| - пер. Главный, - пер. Почтовый, - пер. Центральный, - ул. Горького, - ул. Красноармейская, | - ул. Кузнецова, - ул. Кузнечная, - ул. Советская, - ул. Фрунзе, - ул. Центральная. |

## Население
| 2002 | 2010 |
| ---- | ---- |
| 504  | ↘418 |